# 八谷賢一
八谷 賢一（やたがい けんいち）は、日本のアニメーション演出家、アニメーション監督である。

## 人物
アニメーターとして数年活動した後、演出に転向。1989年の『メガゾーン23 PARTIII』でアニメーション監督としてデビュー。サイエンスフィクションに造詣が深く、様々なSFアニメに参加している。
2013年の『IS 〈インフィニット・ストラトス〉 2』では20年以上ぶりにアニメーター（原画）としてクレジットされている。

## 主な作品リスト

### テレビアニメ
1983年
- 機甲創世記モスピーダ（1983年 - 1984年、原画・動画）
- 亜空大作戦スラングル（1983年 - 1984年、動画）

1984年
- ガラスの仮面（動画）

1985年
- 星銃士ビスマルク（演出）
- 神秘の世界エルハザード（1995年 - 1996年、絵コンテ）

1998年
- バブルガムクライシス TOKYO 2040（演出）

1999年
- D4プリンセス（チーフ演出・絵コンテ・演出）

2000年
- へっぽこ実験アニメーション エクセル♥サーガ（絵コンテ）
- カードキャプターさくら（演出）

2001年
- 花右京メイド隊（監督補佐）

2002年
- ちょびっツ（絵コンテ）
- おねがい☆ティーチャー（絵コンテ・演出）

2003年
- おねがい☆ツインズ（絵コンテ・演出）

2004年
- モンキーターン（絵コンテ）

2005年
- こいこい7（絵コンテ）
- 強殖装甲ガイバー（絵コンテ）

2006年
- 錬金3級 まじかる?ぽか〜ん（監督）
- くじびき♥アンバランス（絵コンテ）

2007年
- ドージンワーク（監督）

2008年
- ストライクウィッチーズ（助監督）

2009年
- ハヤテのごとく!!（絵コンテ）
- とある科学の超電磁砲（絵コンテ・演出）

2010年
- 迷い猫オーバーラン!（第2話監督・絵コンテ）
- ストライクウィッチーズ2（副監督）

2012年
- この中に1人、妹がいる!（演出）
- リトルバスターズ!（絵コンテ・演出）

2013年
- 絶対防衛レヴィアタン（監督・絵コンテ・OPED絵コンテ/演出）
- IS 〈インフィニット・ストラトス〉2（原画）

2014年
- 魔法戦争（演出）
- ブレイドアンドソウル（絵コンテ）

2015年
- それが声優!（絵コンテ・演出）

2016年
- 奇異太郎少年の妖怪絵日記（絵コンテ）

2017年
- AKIBA'S TRIP -THE ANIMATION-（絵コンテ・演出）
- 恋愛暴君（絵コンテ）

2018年
- 宇宙戦艦ティラミス（絵コンテ・演出）

2019年
- えんどろ〜!（絵コンテ）

2020年
- ファンタシースターオンライン2 エピソード・オラクル（絵コンテ・演出）
- 群れなせ!シートン学園（絵コンテ）
- トニカクカワイイ（絵コンテ）

2022年
- 幻想三國誌 -天元霊心記-（絵コンテ・演出）
- デート・ア・ライブIV（絵コンテ）

2023年
- デッドマウント・デスプレイ（絵コンテ・演出）

2024年
- 君は冥土様。（絵コンテ）

2025年
- ずたぼろ令嬢は姉の元婚約者に溺愛される（演出）

### 劇場アニメ
- ストライクウィッチーズ 劇場版（2012年、副監督）

### OVA
- ガルフォース EternalStory（1986年、演出）
- バブルガムクライシス（1987年、演出）
- テンリトル ガルフォース（1988年、演出）
- メガゾーン23 PARTIII（1989年、監督）- 荒牧伸志と共同
- BE-BOY KIDNAPP'N IDOL（1989年、演出）
- 冒険!イクサー3（1990年、演出）
- 超時空要塞マクロスII -LOVERS AGAIN-（1992年、監督）
- 天地無用!シリーズ
  - 天地無用!魎皇鬼ovaSPECIAL（1993年、監督）
  - 天地無用!魎皇鬼ova二期（1994年 - 1995年、監督）
  - 天地無用!魎皇鬼ova三期（2003年、監督）
  - 天地無用!魎皇鬼 第三期プラス1「天地晴朗なれど波高し?」（2005年、監督）
- バトルアスリーテス大運動会（1997年、絵コンテ・演出）
- げんしけん（2006年、絵コンテ）
- こはるびより（2008年、絵コンテ）